# مارک مک‌کامون
مارک مک‌کامون (انگلیسی: Mark McCammon؛ زادهٔ ۷ اوت ۱۹۷۸) یک بازیکن فوتبال اهل باربادوس است.
وی همچنین در تیم ملی فوتبال باربادوس بازی کرده است.